# Wilma Mankiller

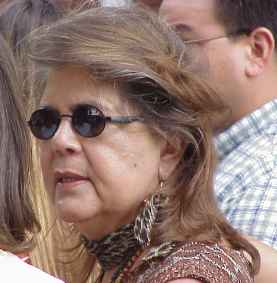
Wilma Mankiller

Wilma Mankiller (Tahlequah, 18 november 1945 - Adair County, Oklahoma, 6 april 2010) was de eerste vrouwelijke chief van de Cherokee Nation. Ze was leider van 1985 tot 1995.
Mankiller was de zesde van elf kinderen. Haar vader Charley Mankiller was een volbloed Cherokee indiaan en haar moeder Irene had Ierse en Nederlandse voorouders. Het gezin leefde in dusdanig armoedige omstandigheden dat Charley en Irene besloten naar de grote stad San Francisco te verhuizen in de hoop daar betere scholing en kansen voor hun kinderen te krijgen. Aanpassen aan het leven in San Francisco viel hen echter niet mee. Wilma trouwde jong en kreeg twee dochters. 
Ondertussen ging zij studeren en werd actief in de Native American Movement. Zij verliet haar man en vond een baan als sociaal werker bij het Urban Indian Resource Center in de San Francisco Bay Area. In 1977 verhuisde zij met haar twee dochters terug naar Oklahoma. Zij ging er werken voor de Cherokee Nation of Oklahoma en studeerde ondertussen verder. Eind 1979 kreeg zij een bijna fataal auto-ongeluk. 
Meer dan een jaar later was zij echter terug bij de Cherokee Nation en besluitvaardiger dan ooit om te helpen het leven van arme Cherokee indianen op het platteland te verbeteren. Mankiller werd gevraagd om 'deputy chief' te worden, en nadat chief Ross Schwimmer vertrok werd zij de eerste vrouwelijke leider van de Cherokee stam in Oklahoma. Ondanks veel tegenwerking hield zij vol en werd zelfs twee keer als chief herkozen. Wilma Mankiller was inmiddels hertrouwd met een volbloed Cherokee indiaan en werkte ondanks een soms falende gezondheid hard voor haar mensen. 
Daarnaast was zij ook president van de Arkansas Riverbed Authority en diende twee termijnen als president van de Inter-Tribal Council of Five Civilized Tribes (behalve de Cherokee zijn dit de Creek, Seminole, Choctaw en Chickasaw, alle vijf deze stammen kwamen oorspronkelijk uit het Zuidoosten van de Verenigde Staten.) Van president Clinton kreeg Mankiller de prestigieuze Presidential Medal of Freedom. Mankiller was chief tot 1995.